# Deserteurdenkmal (Bonn/Potsdam)

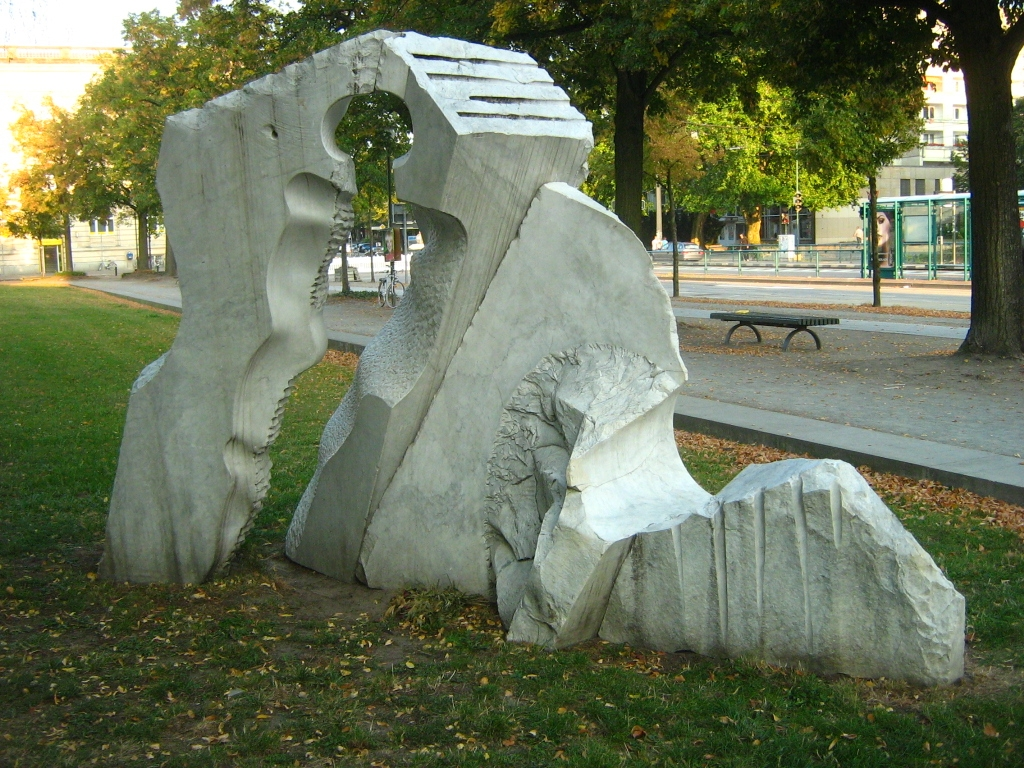
Bonner Deserteurdenkmal in Potsdam auf dem Platz der Einheit

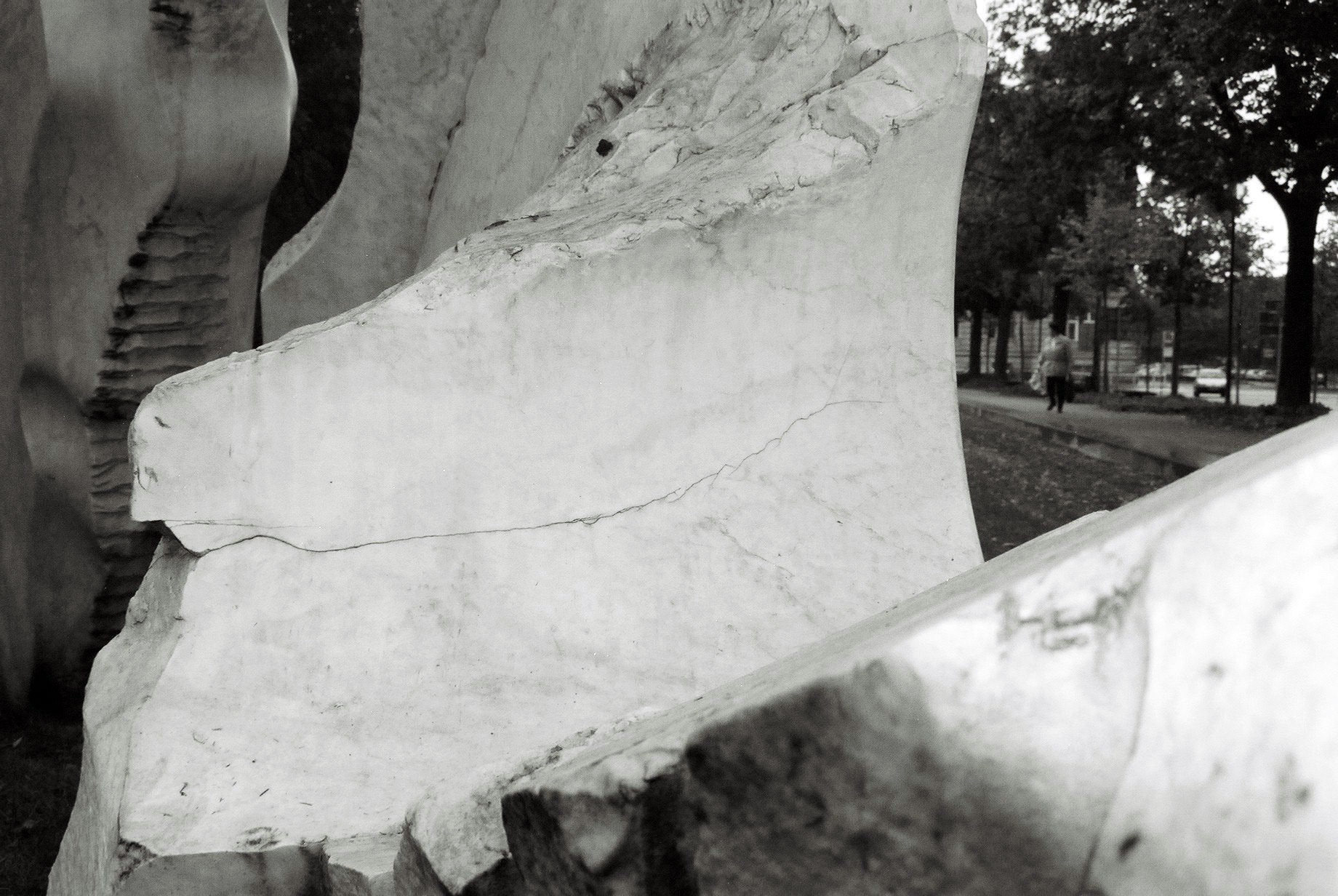
Bonner Deserteurdenkmal in Potsdam (Detail)

Die Marmorskulptur Denkmal für den unbekannten Deserteur schuf 1989 auf Betreiben des „Bonner Friedensplenums“ der damals in Berlin lebende türkische Bildhauer Mehmet Aksoy.

## Geschichte
Die beantragte Aufstellung auf dem Friedensplatz in Bonn scheiterte an den damaligen Mehrheitsverhältnissen im Bonner Stadtparlament. Oberbürgermeister Hans Daniels (CDU) hatte dazu erklärt:

„... ich selber werde mich gegen Ihre Initiative aussprechen und alles tun, um für die Ablehnung eine überzeugende Mehrheit zu gewinnen. Meine Stimme wird es für ein Denkmal in Bonn, das die Fahnenflucht verherrlicht, nicht geben.“

Mit gerichtlicher Hilfe konnte nur die Enthüllung für eine Stunde und auf einem Tieflader durchgesetzt werden. Das Denkmal fand zunächst an verschiedenen Orten in Bonn Asyl.
Nach der Wende in der DDR setzte sich der „Freundeskreis Wehrdiensttotalverweigerer“ in Potsdam für eine Aufstellung des Denkmals in der Bonner Partnerstadt ein. Seit dem 2. September 1990 steht das Denkmal in der Landeshauptstadt Potsdam auf dem Platz der Einheit.
Die Potsdamer Stadtverordneten-Versammlung beschloss 1997 mit der überwältigenden Mehrheit von 100 zu 8 Stimmen die dauerhafte Aufstellung des Denkmals auf dem Platz. Im Rahmen der Umgestaltung des Platzes aus Anlass der Bundesgartenschau 2001 hat das Denkmal einen zentralen Platz im landschaftsgestalterischen Konzept erhalten.

## Inschrift
Uns fehlen andere Tafeln

uns fehlt diese eine:

„Hier lebte ein Mann,

der sich geweigert hat

auf seine Mitmenschen zu schießen.

Ehre seinem Andenken!“

Kurt Tucholsky, Die Tafeln, 1925

## Hintergrund
Eine Broschüre der Stadt Potsdam beschreibt das Denkmal so:

„In weißen Carrara-Blöcken, an denen die Bohr- und Bruchstellen teilweise sichtbar bleiben und die ungeeignet erscheinen, eine menschliche Behausung zu bilden, hinterlässt eine männliche Figur ihren Abdruck. Die Skulptur bietet von allen Seiten neue Ansichten und Durchblicke. Die fehlende Figur bestimmt magisch und wesenhaft die Wirkungsweise des Denkmals und löst Mechanismen der Reflexion aus, die nicht gänzlich unerwartet, aber für Überraschungen gut sein können. Das Fehlen thematisiert Angst. (…)
Analog zum klassischen Konflikt des Soldaten zwischen Eid und Gewissen zeigt sich das Dilemma auch sprachgeschichtlich: Das im Sinne von Abwesenheit gebrauchte Wort Fehlen ist auf denselben Ursprung zurückzuführen wie Fehler oder falsch. Der öffentliche Diskurs über die Ehrung einer bislang verschwiegenen oder verschmähten Minderheit wird durch die Pluralität der modernen Gesellschaft ermöglicht, aber auch erschwert. Das Aufbrechen der Wertesysteme und die Individualisierung des gesellschaftlichen Lebens schaffen neue Anforderungen an die politische Kultur, das heißt auch an den demokratischen Grundsatz von Besonnenheit und Toleranz.“